# Cuijk (gemeente)

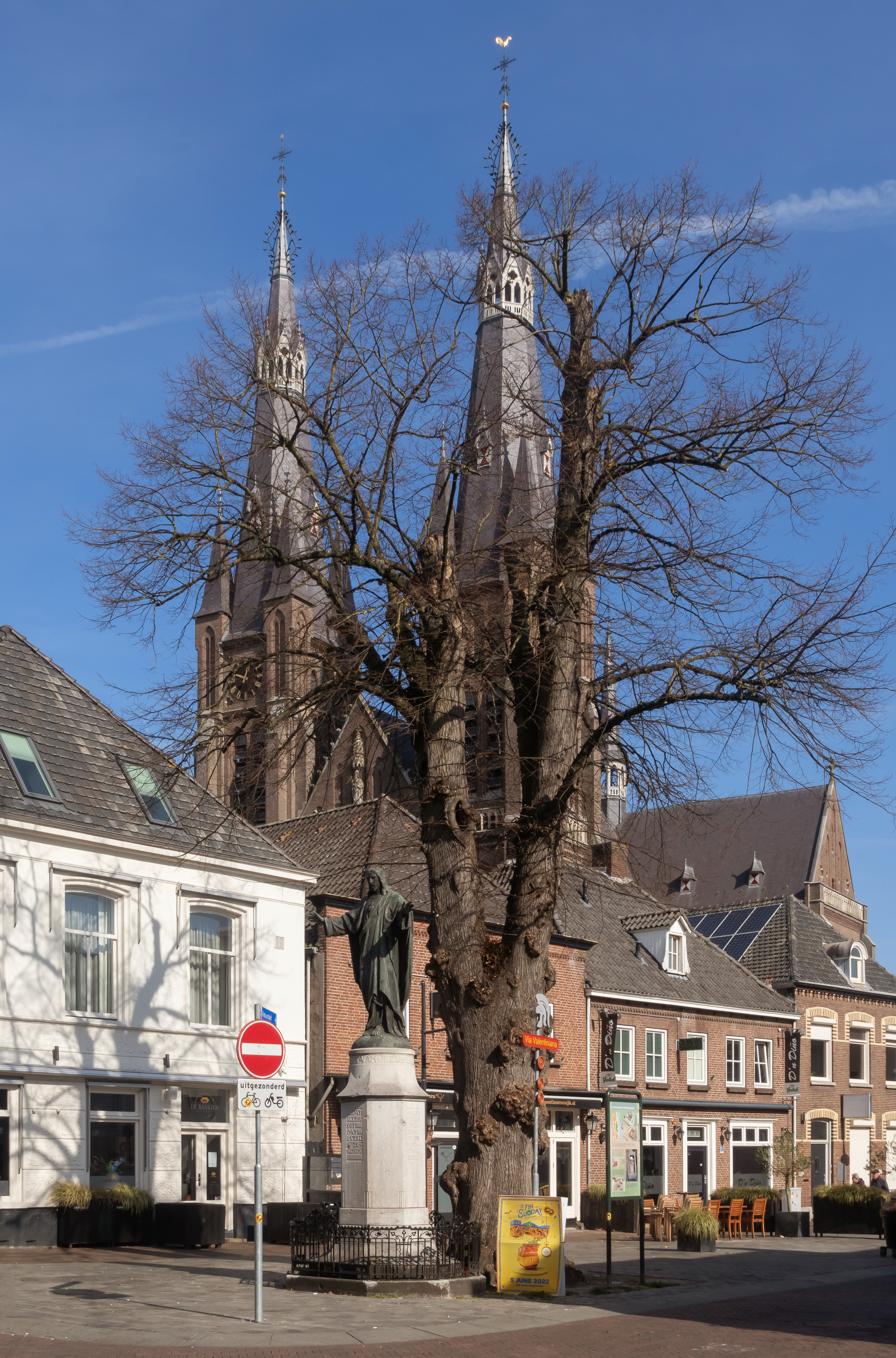
Cuijk, de Sint Martinuskerk en het Heilig Hartbeeld

Cuijk (uitspraakⓘ) (Kleverlands: Kuuk) is een voormalige gemeente in het noordoosten van de Nederlandse provincie Noord-Brabant. De hoofdplaats van de toenmalige gemeente, de plaats Cuijk, ligt aan de westoever van de Maas en 15 kilometer ten zuiden van Nijmegen.
De voormalige gemeente Cuijk was bij de gemeentelijke herindeling van 1994 gevormd door de voormalige gemeenten Cuijk en Sint Agatha, Beers en Haps. Op 1 januari 2022 hield de gemeente op te bestaan en fuseerde per die datum met Boxmeer, Grave, Mill en Sint Hubert en Sint Anthonis tot een nieuwe gemeente Land van Cuijk.

## Kernen
- Cuijk
- Sint Agatha
- Katwijk
- Beers
- Haps
- Linden
- Vianen

Topografische kaart van gemeente Cuijk, per juni 2019
Als gemeentewapen werd gekozen voor dat van de vroegere gemeente Cuijk en Sint Agatha, maar nu voorzien van een kroon. Dit wapen is identiek aan dat van de Cuijkse tak van het geslacht Van Cuijk, dat vele heren van het Land van Cuijk heeft geleverd.
De gemeente Cuijk heeft het Engelse Maldon als partnergemeente.
De Stichting Rolstoeldansen Nederland (SRN) organiseert in Cuijk het Holland Dans Spektakel (Rolstoeldans).

## Verkeer en vervoer
Cuijk heeft een (door Arriva gereden) frequente treinverbinding met Nijmegen, Venlo en Roermond. Ook rijden er in de gemeente verschillende buslijnen van Arriva. Over de weg is de gemeente bereikbaar via de A73.

## Gemeenteraad
De gemeenteraad van Cuijk bestond uit 19 zetels. Hieronder staat de samenstelling van de gemeenteraad van 1998 tot en met 2021:
| Gemeenteraadszetels        | Gemeenteraadszetels | Gemeenteraadszetels | Gemeenteraadszetels | Gemeenteraadszetels | Gemeenteraadszetels | Gemeenteraadszetels |
| Partij                     | 1998                | 2002                | 2006                | 2010                | 2014                | 2018                |
| -------------------------- | ------------------- | ------------------- | ------------------- | ------------------- | ------------------- | ------------------- |
| Liberaal LvC               | -                   | -                   | -                   | -                   | -                   | 5                   |
| Algemeen Belang Cuijk      | 3                   | 3                   | 3                   | 3                   | 4                   | 4                   |
| CDA                        | 3                   | 4                   | 4                   | 4                   | 4                   | 3                   |
| SP                         | -                   | -                   | -                   | -                   | 4                   | 2                   |
| D66                        | 1                   | 1                   | 1                   | 3                   | 2                   | 2                   |
| VVD                        | 2                   | 2                   | 2                   | 4                   | 3                   | 1                   |
| PvdA                       | 3                   | 2                   | 4                   | 2                   | 1                   | 1                   |
| GroenLinks                 | -                   | 1                   | 2                   | 1                   | -                   | 1                   |
| Progressief Leefbaar Cuijk | 4                   | 3                   | 3                   | 2                   | 1                   | -                   |
| Werknemerspartij*          | 3                   | 3                   | -                   | -                   | -                   | -                   |
| Totaal                     | 19                  | 19                  | 19                  | 19                  | 19                  | 19                  |
| Opkomst                    |                     |                     |                     | 52,26%              | 55,39%              | 56,44%              |

- Werknemerspartij ging in 2006 samen met Algemeen Belang Cuijk

## Aangrenzende gemeenten

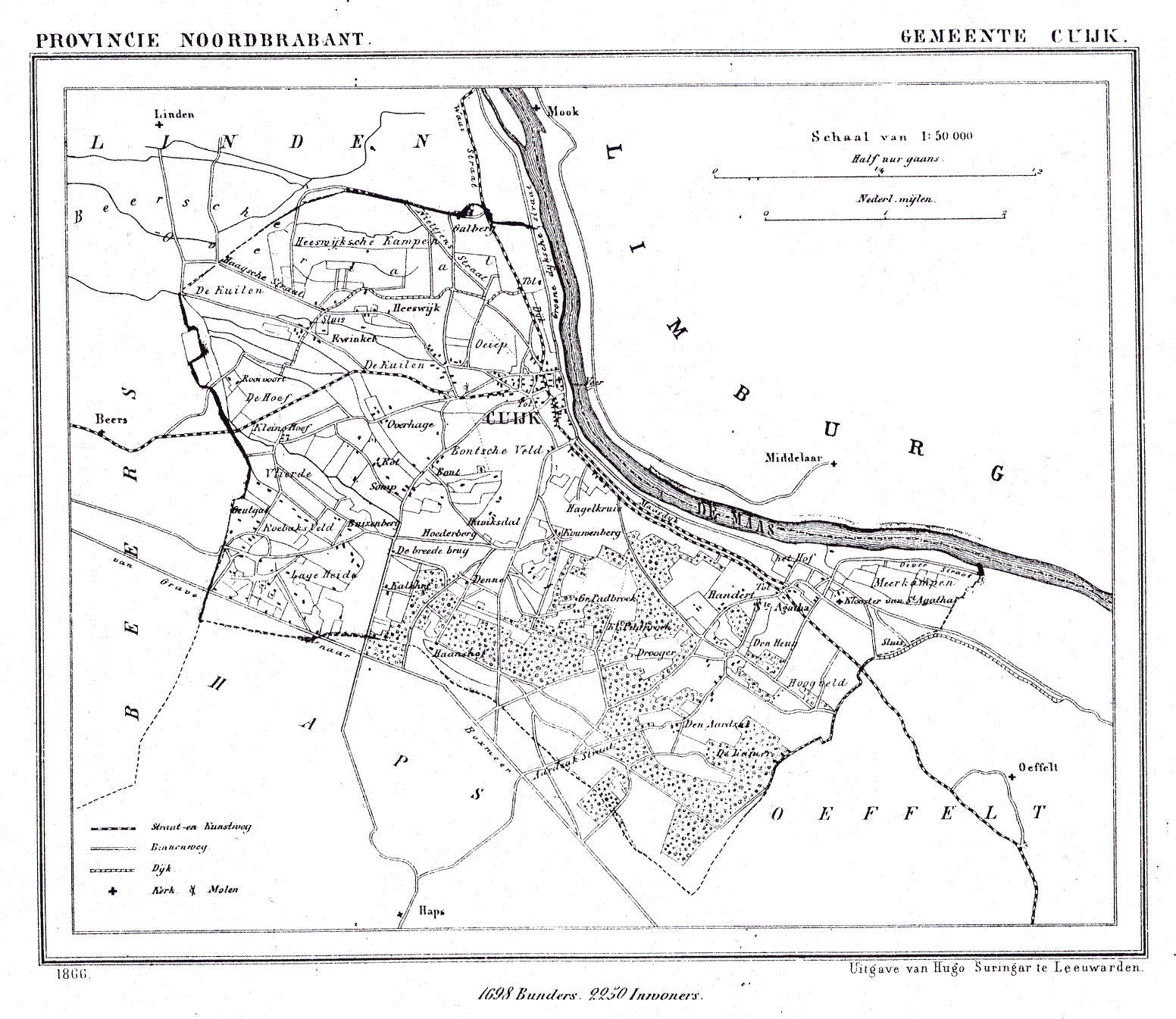
Cuijk in 1866

| Aangrenzende gemeenten | Aangrenzende gemeenten | Aangrenzende gemeenten | Aangrenzende gemeenten | Aangrenzende gemeenten |
| ---------------------- | ---------------------- | ---------------------- | ---------------------- | ---------------------- |
| Grave                  |                        | Heumen (Gld)           |                        | Mook en Middelaar (L)  |
|                        |                        |                        |                        |                        |
|                        | Gennep (L)             |                        |                        |                        |
|                        |                        |                        |                        |                        |
| Mill en Sint Hubert    |                        | Sint Anthonis          |                        | Boxmeer                |

## Stedenbanden
Cuijk heeft een stedenband met:
- Jintan (China)[3]
- Maldon (Verenigd Koninkrijk), sinds 1969[4]
- Přerov (Tsjechië)[5]

Verder heeft Cuijk via de voormalige gemeente Beers jumelages met:
- Lalin (Spanje)
- Lalinde (Frankrijk)
- Linden (Duitsland)
- Lubbeek (België)
- Sankt Georgen am Walde (Oostenrijk)

Al deze gemeentes hebben een plaats Linden.

## Cultuur

### Monumenten
In de gemeente zijn een aantal rijksmonumenten, gemeentelijke monumenten en oorlogsmonumenten, zie:
- Lijst van rijksmonumenten in Cuijk (gemeente)
- Lijst van gemeentelijke monumenten in Cuijk
- Lijst van oorlogsmonumenten in Cuijk

### Kunst in de openbare ruimte
In de gemeente zijn diverse beelden, sculpturen en objecten geplaatst in de openbare ruimte, zie:
- Lijst van beelden in Cuijk